# Zielnevel
De Zielnevel is een emissienevel, een nevel waarin gas en stof door sterren in de buurt wordt verhit en vervolgens ioniseert. Het is ook bekend onder de namen Sharpless 2-199 (afgekort 'Sh 2-199') en LBN 667. Ook wordt hij soms genoemd naar een van de sterrenhopen in het midden van de nevel, de IC1848. Zijn bijnaam, de Babynevel, heeft hij aan zijn vorm te danken, die enigszins doet denken aan een menselijke foetus.

## Locatie
De Zielnevel bevindt zich ongeveer 7500 lichtjaren van de Aarde en ligt in Cassiopeia, een sterrenbeeld  in de Perseusarm van de Melkweg. Afstanden van nevels zijn makkelijker te berekenen als ze sterrenhopen hebben in het centrum, zoals het geval is bij de Zielnevel en de grotere hartvormige nevel naast hem: de Hartnevel. Samen worden deze twee nevels de 'Hart- en Zielnevel' genoemd.

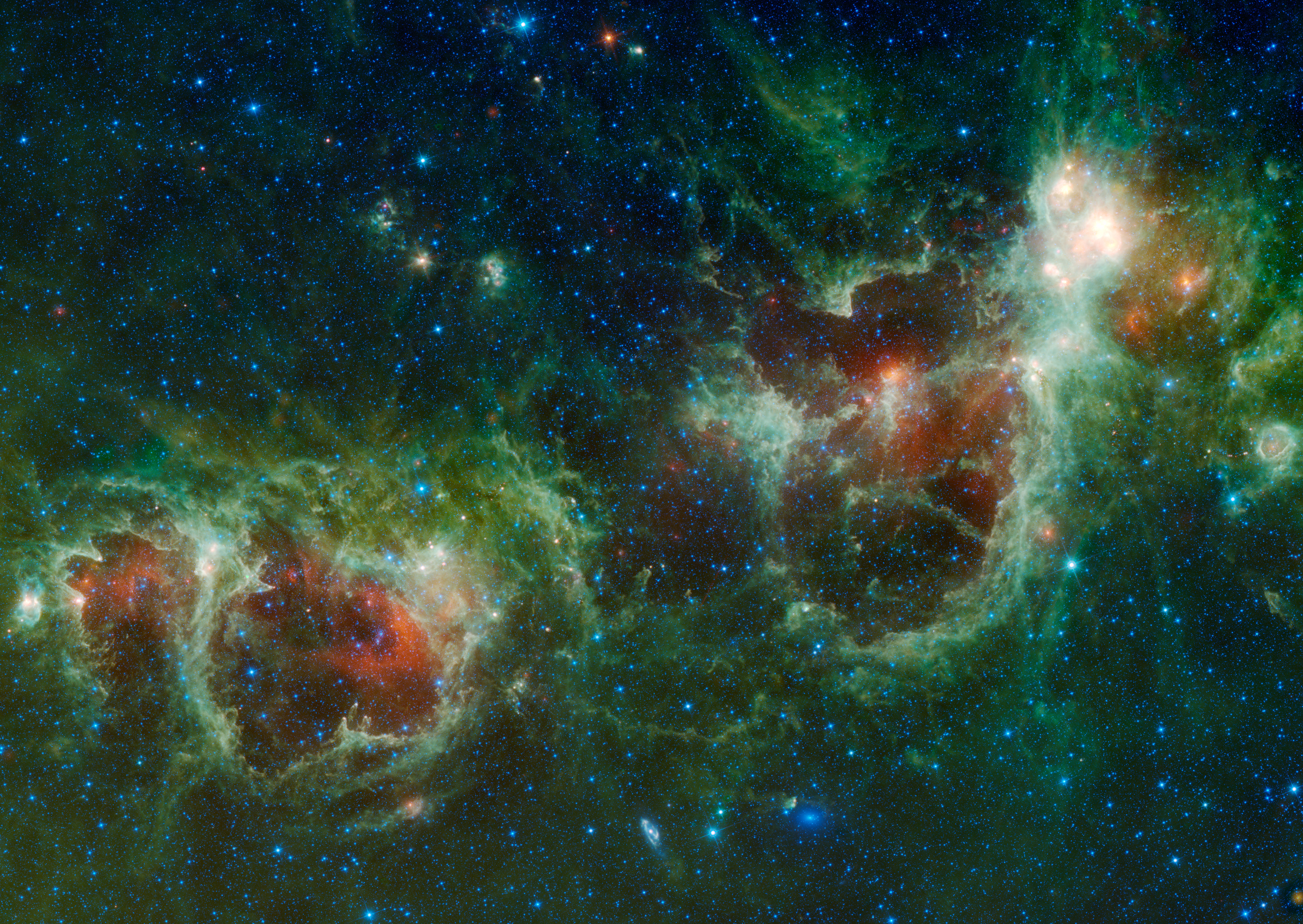
Zielnevel (links) naast de Hartnevel

## Stervorming
De Zielnevel heeft optisch, net als de Hartnevel, een helderrode kleur. Dit wordt veroorzaakt door waterstof dat door de hitte van de sterren ioniseert. Dit resulteert in H-alfalijnen (een golflengte van 656,3 nm) die in het zichtbare elektromagnetisch spectrum een rode kleur geven. Ioniserend waterstof kan een aanwijzing zijn dat de nevel een gebied is van actieve stervorming. Als dit het geval is, zoals bij de Zielnevel, wordt deze nevel een H-II-gebied genoemd.
Verschillende jonge open sterrenhopen liggen in de Zielnevel, zowel in het centrum (bijvoorbeeld de IC1848) als aan de randen. Deze zijn op de afbeelding te zien als blauwe stippen. Een klein H-II-gebied, de 'Sharpless 2-201' (afgekort 'Sh 2-201'), is aan de rand van de Zielnevel ontdekt. Sommige geleerden vermoeden dat hij aan de Zielnevel vastzit.
De studie van H-II-gebieden als de Hart- en Zielnevel zijn belangrijk omdat ze inzicht geven in hoe sterrenhopen ontstaan en zich ontwikkelen.

### W5
De Zielnevel is als H-II-gebied een bron van radiogolven, genoemd 'W5' (ontdekt door Gart Westerhout met de Dwingeloo Radiotelescoop in 1958). In deze bron zitten grote holtes, gecreëerd door straling en erosie. Astronomen vermoeden dat in deze holtes grote wolken gas worden samengeduwd, een proces dat het ontstaan van nieuwe sterren versnelt.

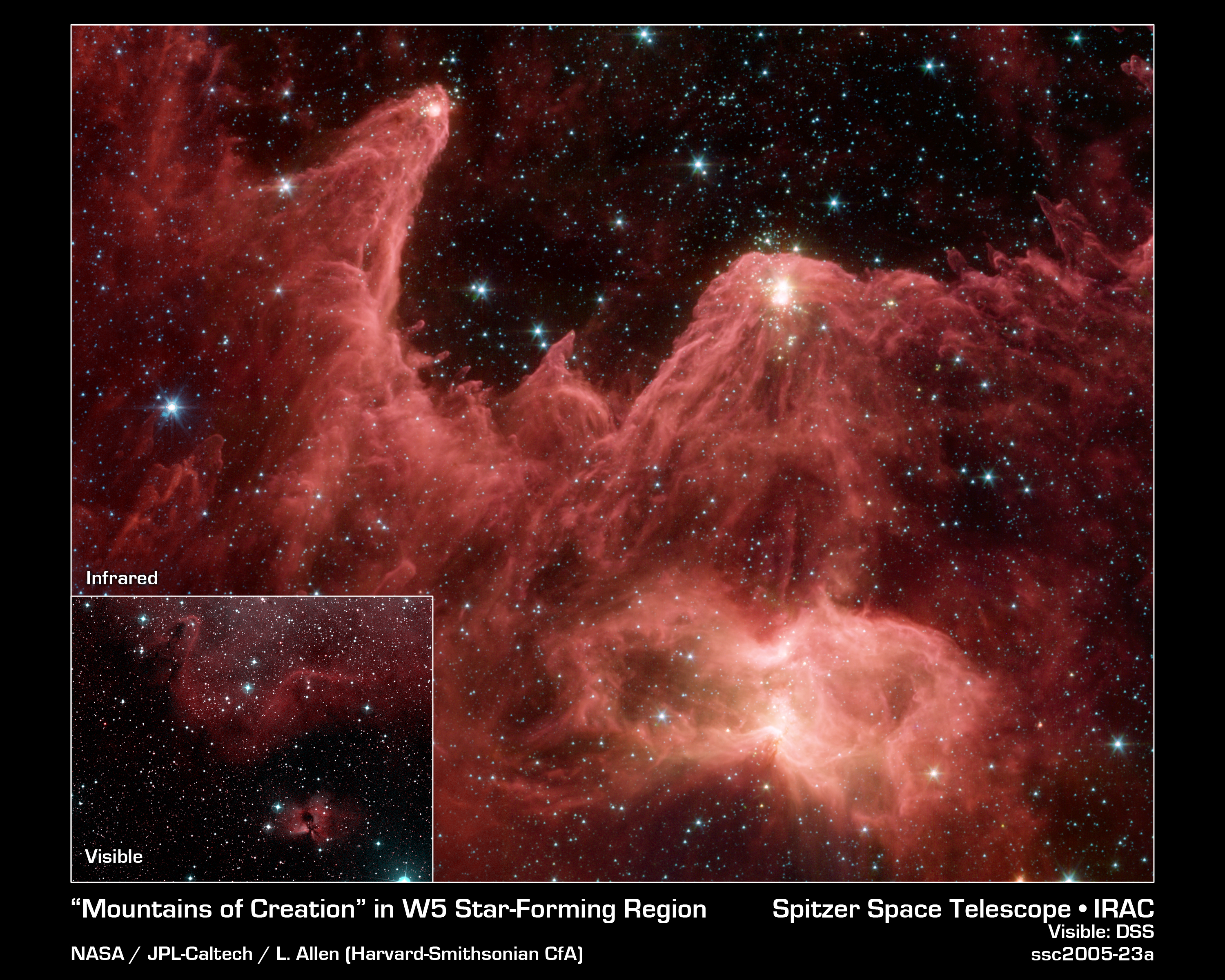
infraroodfoto van W5
- NASA over het ontstaan van nieuwe sterren in W5